# أولاد لحسن بن عبو (مستغمر)
أولاد لحسن بن عبو هي إحدى مشيخات المملكة المغربية، تتبع جغرافيا لإقليم تاوريرت وإداريًا لمستغمر. يقدر عدد سكانها بـ 1848 نسمة حسب الإحصاء الرسمي للسكان والسكنى لسنة 2004.